# Urophyllum chinense
Urophyllum chinense là một loài thực vật có hoa trong họ Thiến thảo. Loài này được Merr. & Chun miêu tả khoa học đầu tiên năm 1934.